# Mantidactylus brevipalmatus
Mantidactylus brevipalmatus é uma espécie de anfíbio da família Mantellidae.
É endémica de Madagáscar.
Os seus habitats naturais são: regiões subtropicais ou tropicais húmidas de alta altitude, campos de altitude subtropicais ou tropicais, rios, pântanos, pastagens e florestas secundárias altamente degradadas.